# Abra profundorum
Abra profundorum är en musselart som beskrevs av E. A. Smith 1885. Abra profundorum ingår i släktet Abra och familjen Semelidae. Inga underarter finns listade i Catalogue of Life.